# 2010년 스웨덴 총선거
2010년 스웨덴 총선거 (Riksdagsvalet i Sverige 2010)는 2010년 9월 19일에 열린 스웨덴의 의회 총선거이다. 여당인 중도우파 성향의 정당연합 '연합'에는 온건당, 중앙당, 자유당, 기독민주당 등이 참여하였다. 그리고 야당인 중도좌파 성향의 정당연합 '적녹연대'에는 사회민주당, 좌파당, 녹색당이 참가하였다.
선거 결과, 연합은 49.27% 득표율 (지난 선거보다 1.03% 상승)에 원내의석수 173석 (5석 감소, 과반에 2석 부족)이란 성적을 이룬 반면 적녹연대는 43.60% 득표율 (2.48% 하락)에 원내의석수 156석 (15석 감소)라는 성적을 거뒀다. 또 이번 총선에서는 민족주의 정당인 스웨덴 민주당이 사상 첫 원내 진입에 성공하여, 원내 제6당인 동시에 어느 정당연합에도 속하지 않은 유일한 정당이 되었다. 득표율은 5.70$ (2.77% 상승)에 원내의석수 20석이었다.
연합은 원내 과반 확보에는 실패하였지만 소수당 정부로서 집권은 이어나갈 수 있었다. 총선에 따른 새 의회는 10월 5일 프레드리크 레인펠트 총리와 내각 인사들의 연간 시정연설과 함께 공식 개원하였다. 2010년 총선은 약 백년 만에 스웨덴 중도우파 정권이 도중 의회해산 없이 온전한 임기를 마친 뒤 다시 집권에 성공한 사례가 되었다.